# Sailly-Saillisel
Sailly-Saillisel è un comune francese di 491 abitanti situato nel dipartimento della Somme nella regione dell'Alta Francia.

## Società

### Evoluzione demografica
Abitanti censiti